# A-Rosa Luna
Die A-Rosa Luna ist ein Flusskreuzfahrtschiff, welches unter deutscher Flagge  auf der Rhone und der Saône unterwegs ist.
Das Flussschiff trägt, wie auch die übrige Flotte, den Unternehmensnamen A-ROSA der A-Rosa Flussschiff GmbH im Namen. Ihr Heimathafen ist das französische Lyon, von dort aus beginnen acht- bis zwölftägigen Kreuzfahrten durch Frankreich. Das Schiff ist Teil der Rhône-Flotte. Auf der Rhône und Saône ist für A-Rosa das Schwesterschiff A-Rosa Stella unterwegs.

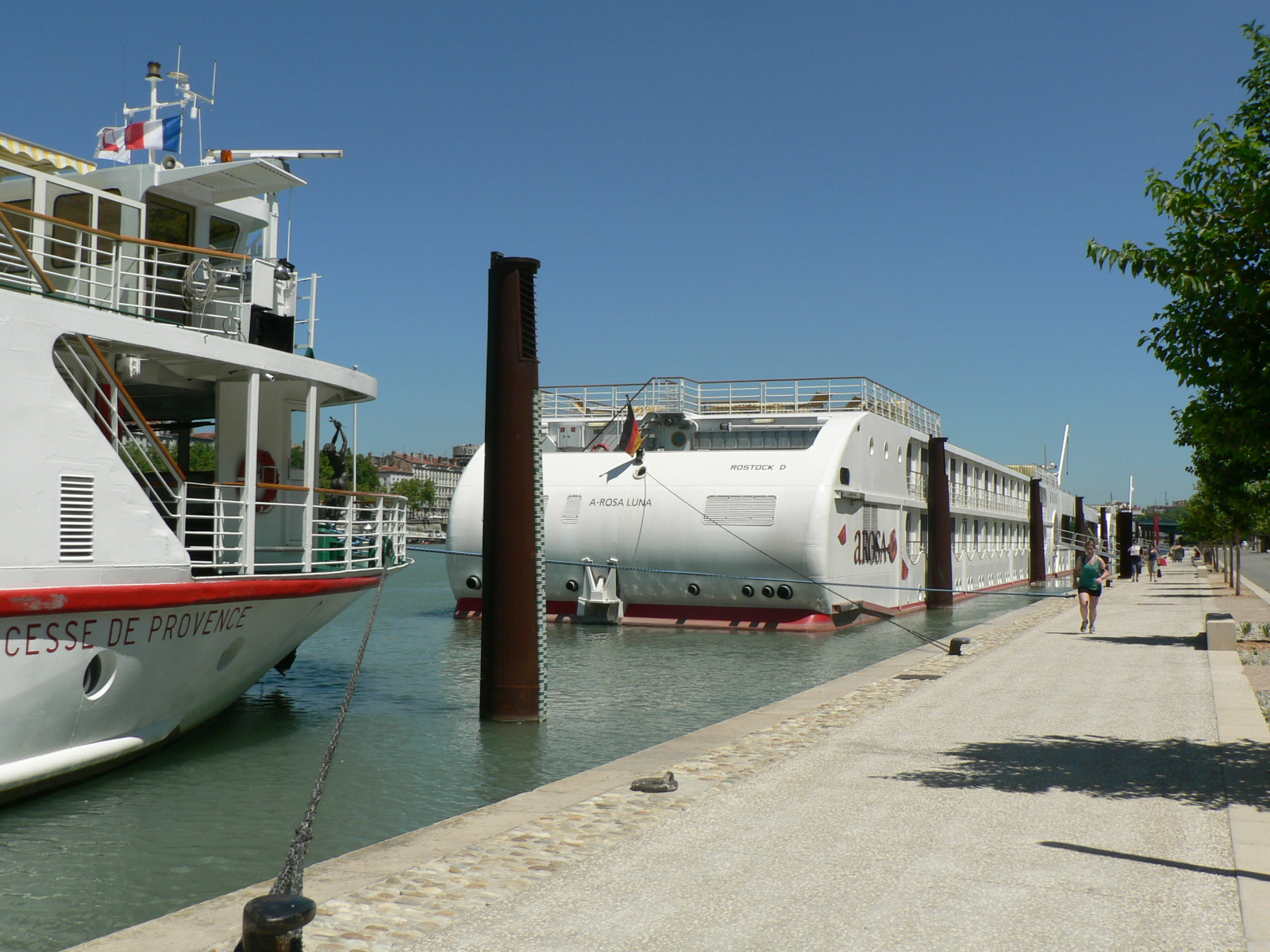
River cruise ships Princesse de Provence und A-Rosa Luna
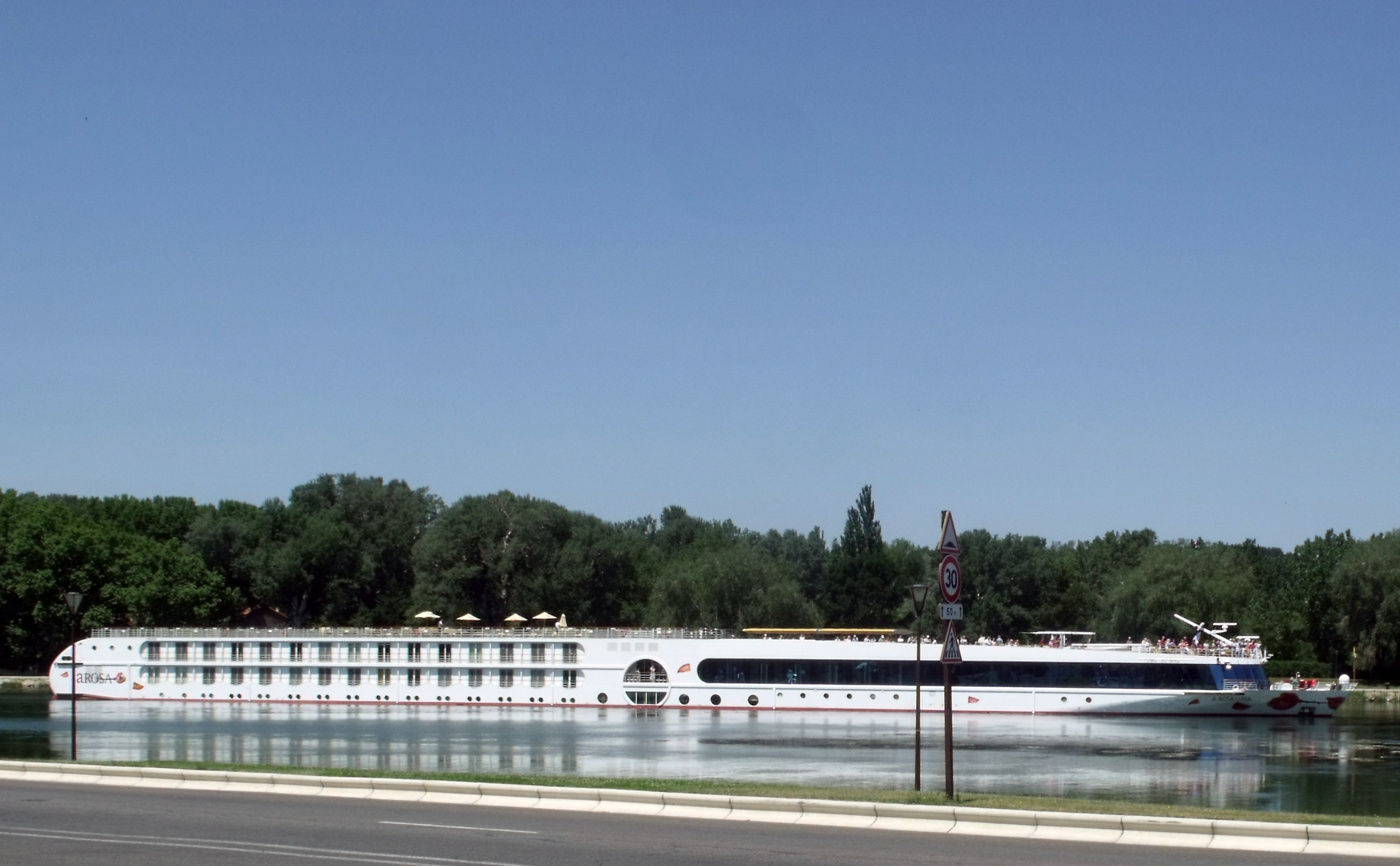
A-Rosa Luna auf Fahrt
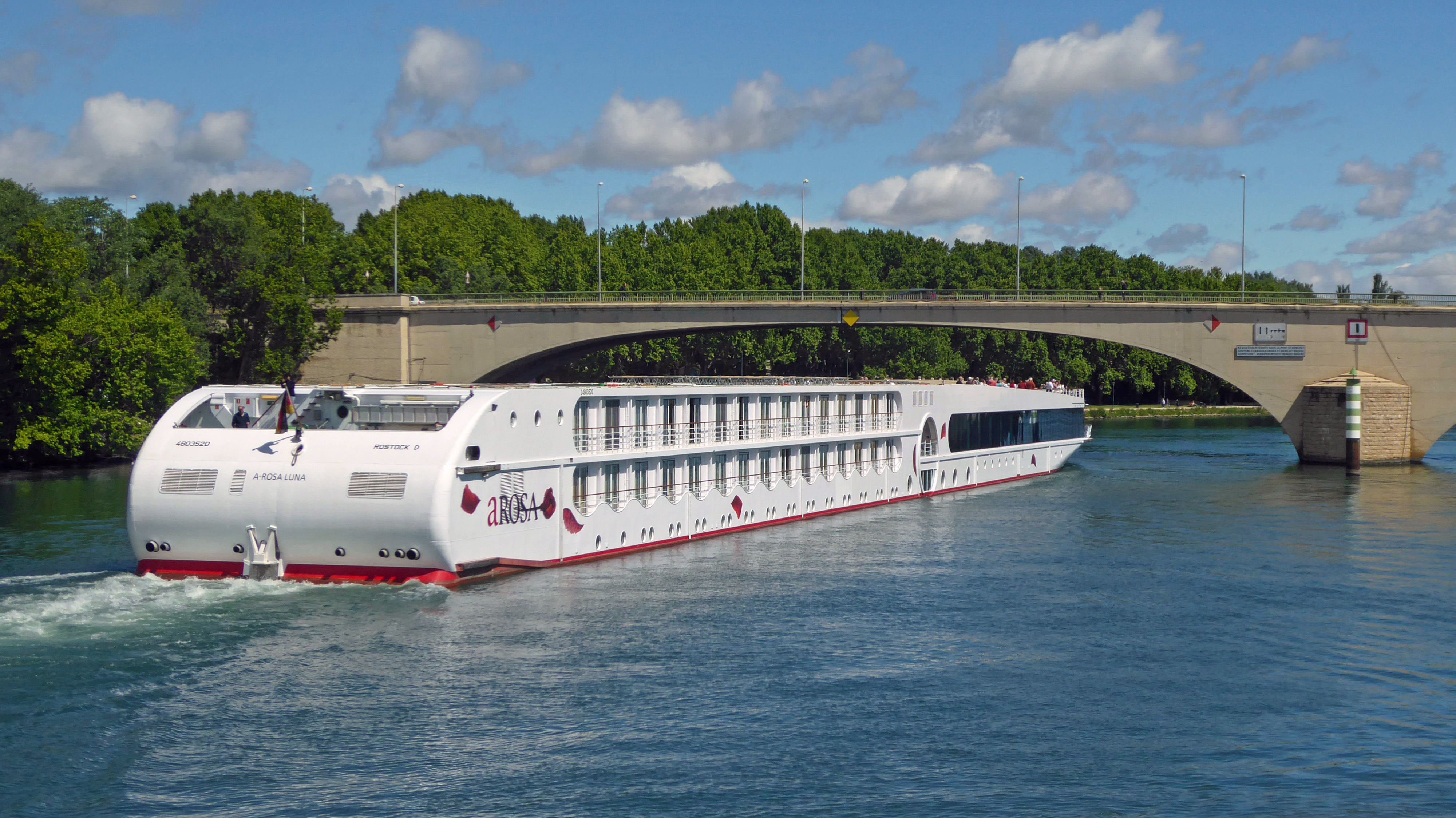
A-Rosa Luna in Avignon